# Viktorin Weyer

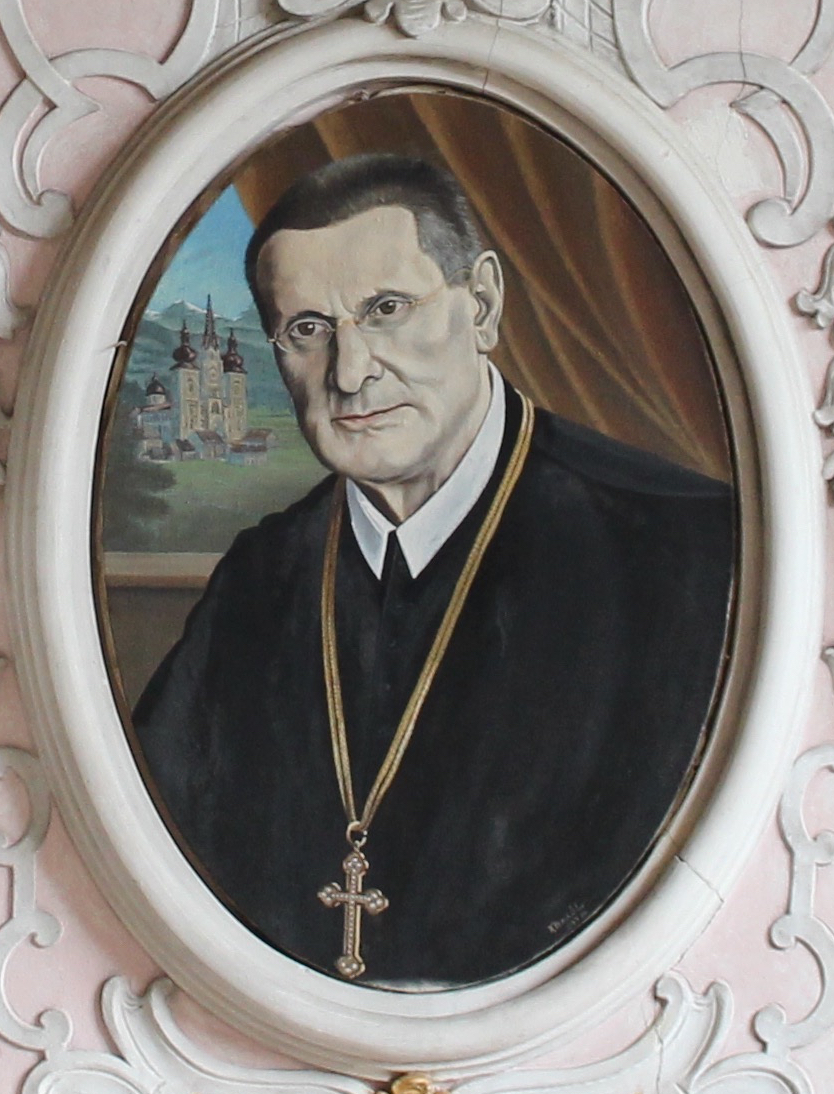
Abt Viktorin Weyer, Porträt in der Äbtegalerie im Prälatensaal des Stiftes St. Lambrecht

Viktorin Weyer OSB (* 20. Oktober 1866 in Obdach als Othmar Wenzel Weyer; † 28. August 1939 in Mariazell) war ein österreichischer Benediktiner, der von 1936 bis 1939 Abt der Abtei St. Lambrecht war, nachdem er diese bereits in den Jahren 1931 bis 1932 als Administrator geleitet hatte. Unter seine Amtszeit fiel die Enteignung des Stiftes durch die Nationalsozialisten, wodurch die Abtei nach Mariazell verlegt wurde ("Abtei St. Lambrecht mit Sitz in Mariazell").

## Leben
Viktorin Weyer wurde am 20. Oktober 1866 als Sohn des Schullehrers Wenzel Weyer und dessen Ehefrau Katharina (geborene Rogar) in der Gemeinde Obdach im Bezirk Judenburg geboren und am 21. Oktober 1866 auf den Namen Othmar Wenzel getauft. Nach seiner allgemeinen Schulausbildung und dem Theologiestudium an der Universität Graz erfolgte dort im Jahr 1908 seine Promotion zum Doktor. Bereits 1890 wurde Weyer zum Priester geweiht und war in weiterer Folge als Lehrer am Stiftsgymnasium von St. Lambrecht oder als Hofmeister in Graz und im Stift tätig. Des Weiteren war er Novizenmeister, Prior, Kreisdechant, Stiftsarchivar und -bibliothekar sowie Pfarrvikar und Gutsadministrator in Aflenz. 1917 wurde er Superior, Pfarrer und Dechant in der Basilika von Mariazell. In diesen Ämtern noch immer tätig, wurde Weyer nach der Resignation des Abtes Wilhelm Zöhrer im Jahre 1931 zum Administrator des Stifts bestellt und war in diesem Amt bis 1932 tätig. Gleichzeitig blieb er jedoch Superior in Mariazell. 1932 folgte ihm Hermann Peichl als Administrator von St. Lambrecht nach, ehe er im Jahre 1936 selbst zum Abt der Abtei St. Lambrecht ernannt wurde. In dieser Tätigkeit war er bis zur Aufhebung des Stiftes durch die Regierung am 7. Mai 1938 im Zuge des Anschlusses Österreichs aktiv. Nach der Aufhebung zog er mit dem Konvent nach Mariazell, wo er etwas über ein Jahr später, am 28. August 1939, im Alter von 72 Jahren starb.